# Борейко, Аркадий Александрович
Арка́дий Алекса́ндрович Боре́йко (26 января 1898 года, деревня Дубровки (ныне Дубровка, Полоцкий район, Витебская область, Республика Беларусь) — 12 декабря 1955 года, Москва) — советский военачальник, Генерал-майор (12 октября 1941 года). Герой Советского Союза (15 января 1944 года).

## Начальная биография
Родился в деревне Дубровки в семье крестьянина. Получил начальное образование.

## Военная служба

### Первая мировая и гражданская войны
В январе 1917 года был призван в ряды Русской императорской армии, служил в запасном пехотном полку в селе Селище Новгородской губернии. В апреле с маршевой ротой направлен на Румынский фронт. Воевал рядовым 457-го пехотного Корочанского полка 115-й пехотной дивизии. При демобилизации старой армии в феврале 1918 года вернулся в родную деревню.
В июле 1918 года был избран председателем комитета бедноты деревни Дубровки.
В декабре 1918 года призван в Красную Армию, после чего был направлен красноармейцем в запасной батальон, дислоцированный в Витебске. В марте 1919 года был направлен на учёбу на 1-е Витебские пехотные командные курсы, после окончания которых в июне того же года был назначен на должность командира взвода курсантов на Витебских, а затем — на должность командира взвода курсантов на Смоленских курсах.
В августе 1919 года Борейко был назначен на должность командира роты 1-го отдельного стрелкового батальона на Южном фронте, в составе которого принимал участие в боевых действиях против белых войск под командованием А. И. Деникина. В январе 1920 года возвращён на курсы и завершил там свою учёбу. 
С февраля 1920 года проходил службу в составе 15-го запасного стрелкового полка (Западный фронт), дислоцированного в Дорогобуже на должностях помощника командира роты, командира взвода и помощника заведующего оружием полка.

### Межвоенное время
После окончания войны 15-й запасной стрелковый полк был преобразован в 163-й стрелковый полк в составе 53-й отдельной запасной стрелковой бригады, где Борейко служил на должности командира роты.
В октябре 1921 года был направлен на учёбу в школу комсостава «Выстрел», после окончания которой в ноябре 1922 года был назначен на должность командира взвода 31-х Смоленских командных курсов, в августе 1923 года — на должность начальника пулемётной команды этих курсов, в мае 1924 года — на должность командира роты, а затем — на должность командира батальона 15-го стрелкового полка 5-й стрелковой дивизии в составе Белорусского военного округа (Полоцк).
В 1928 году вступил в ряды ВКП(б).
В марте 1931 года Борейко был назначен на должность помощника командира 10-го стрелкового полка по хозяйственной части, в ноябре того же года — на должность начальника военно-хозяйственного снабжения 4-й стрелковой дивизии, в марте 1936 года — на должность командира 150-го стрелкового полка (50-я стрелковая дивизия), дислоцированного в Полоцке. Во главе полка принимал участие в походе РККА в Западную Белоруссию, а также в советско-финской войне. За успешный прорыв обороны противника на Карельском перешейке полк под его командованием был награждён орденом Красного Знамени.
В сентябре 1940 года был назначен на должность заместителя командира 50-й стрелковой дивизии в составе Западного особого военного округа.

### Великая Отечественная война
С началом Великой Отечественной войны Борейко находился на прежней должности и принимал участие в ходе приграничного сражения на Западном фронте, а затем в Смоленском сражении.
В августе 1941 года был назначен на должность командира 50-й стрелковой дивизии, а в октябре того же года был тяжело ранен в Вяземском котле. Вышел из окружения в ноябре, несколько месяцев лечился в госпиталях.
В августе 1942 года генерал-майор Борейко был назначен на должность командира 324-й стрелковой дивизии, занимавшей оборону в районе города Сухиничи. В августе того же года был назначен на должность командира 11-й гвардейской стрелковой дивизии, а в ноябре — на должность командира 9-го гвардейского стрелкового корпуса 61-й армии Брянского фронта (позднее армия и корпус были переданы Центральному фронту). Этот корпус в июле 1943 года принимал участие в Орловской наступательной операции, в ходе которой прорвал оборону противника и освободил более 170 населённых пунктов. 
Корпус успешно наступал и в последующий Черниговско-Припятской наступательной операции, в ходе которой во взаимодействии с другими соединениями освободил города Мена, Березна, Чернигов, с ходу форсировал реки Десна, Снов, Днепр и в конце сентября захватил плацдарм в районе Храковичи (65 км северо-западнее Чернигова). 
Во время битвы за Днепр Борейко с 27 по 28 сентября руководил действиями корпуса в ходе форсирования Днепра в районе посёлка городского типа Любеч и населённых пунктов Мысы и Неданчичи, а также при захвате и удержании плацдарма на правом берегу реки. В последующем корпус под командованием Борейко принимал участие в ходе Гомельско-Речицкой и Калинковичско-Мозырской наступательных операций.
Указом Президиума Верховного Совета СССР «О присвоении звания Героя Советского Союза генералам, офицерскому, сержантскому и рядовому составу Красной Армии» от 15 января 1944 года «За образцовое выполнение боевых заданий Командования по форсированию реки Днепр и проявленные при этом отвагу и геройство» гвардии генерал-майору Аркадию Александровичу Борейко присвоено звание Героя Советского Союза с вручением ордена Ленина и медали «Золотая Звезда» (№ 1573).
В феврале 1944 года Борейко был вторично ранен, после чего был направлен на излечение в военно-клинический санаторий «Архангельское». По выздоровлении в апреле был откомандирован на учёбу в Высшую военную академию им. К. Е. Ворошилова, после окончания которой 5 мая 1945 года был назначен на должность командира 16-го гвардейского стрелкового корпуса. Принимал участие в уничтожении последних немецких группировок в Восточной Пруссии.

### Послевоенная карьера

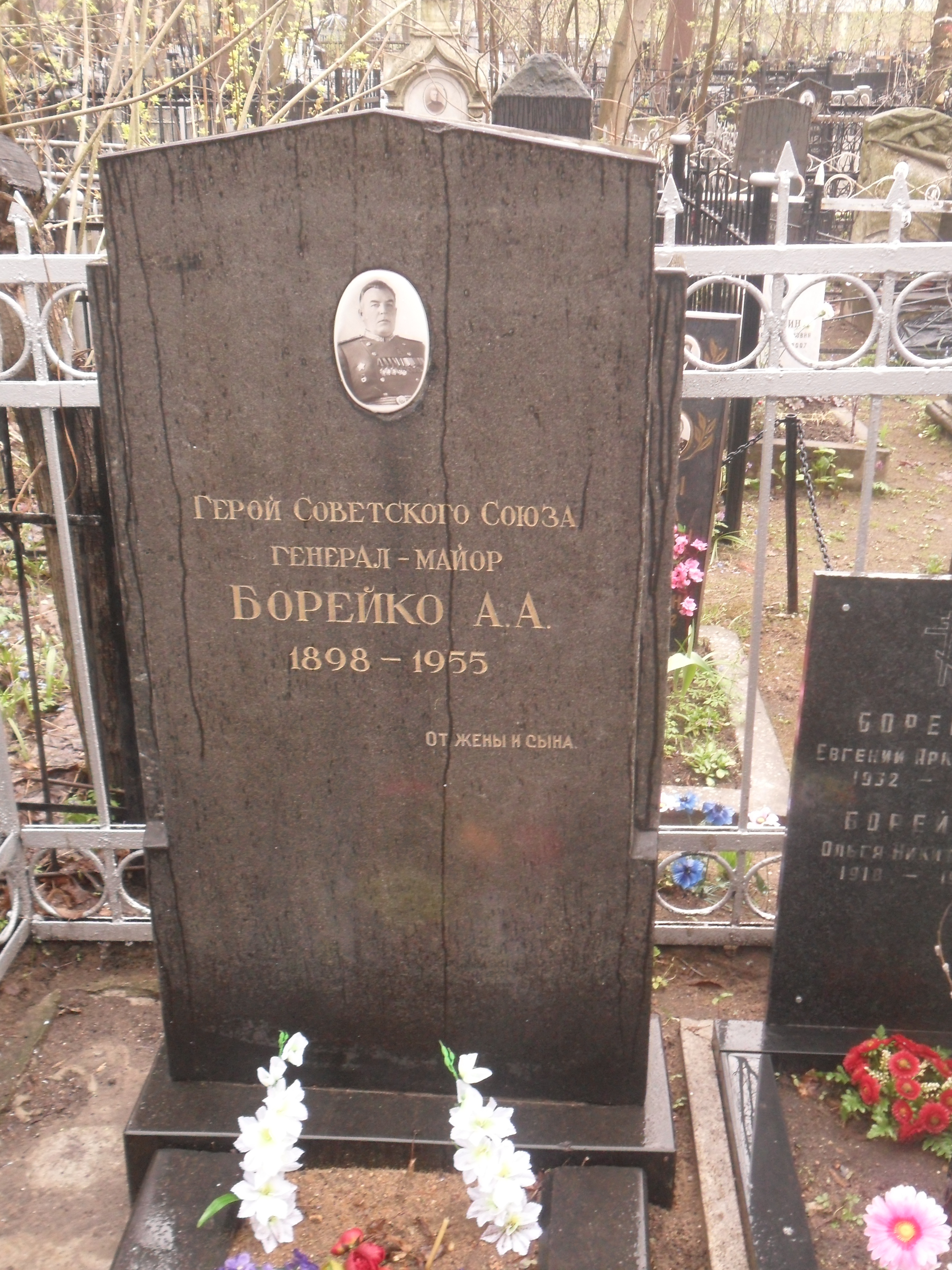
Могила Борейко на Ваганьковском кладбище.

После окончания войны Борейко продолжил командовать корпусом и в марте 1946 года был назначен на должность заместителя командующего 11-й гвардейской армией в составе Прибалтийского военного округа, а в мае 1949 года — на должность коменданта Вены в составе Центральной группы войск.
Генерал-майор А. А. Борейко в августе 1953 года вышел в запас. Умер 12 декабря 1955 года в Москве. Похоронен на Ваганьковском кладбище (участок 20).

## Награды
- Герой Советского Союза (15.01.1944, медаль «Золотая Звезда» № 1573)[5];
- Три ордена Ленина (21.07.1942[6], 15.01.1944[5], 21.02.1945[7]);
- Три ордена Красного Знамени (7.04.1940[8], 3.11.1944[9]), 20.06.1949[10]);
- Орден Суворова II степени (27.08.1943)[11]);
- Медали

## Память
- В честь А. А. Борейко названа улица в городе Калинковичи (Гомельская область, Республика Беларусь).
- В честь А. А. Борейко установлена памятная доска на Ветринской средней школе имени  Д. В. Тябута Полоцкого района.